# Borbone delle Due Sicilie
La dinastia dei Borbone delle Due Sicilie, detta anche Borbone di Napoli o Borbone di Sicilia, è un ramo italiano dei Borbone, derivato dai Borbone di Spagna, a loro volta derivati dai Borbone di Francia. Fu il casato reale del Regno di Sicilia citeriore (Regno di Napoli) e del Regno di Sicilia ulteriore (Regno di Sicilia), nel 1816 unificati come Regno delle Due Sicilie per circa 130 anni, secondo periodo più breve dopo gli Hohenstaufen nel Mezzogiorno.

## Storia

### Origini
Il fondatore della dinastia fu Carlo di Borbone incoronato a Palermo con il titolo di Rex Utriusque Siciliae (Re delle Due Sicilie), figlio di Filippo V di Spagna (re di Napoli e di Sicilia tra il 1700 e il 1713, oltre che re di Spagna tra il 1700 e il 1746, e fondatore a sua volta della dinastia dei Borbone di Spagna) e della duchessa di Parma Elisabetta Farnese.

### Carlo di Borbone

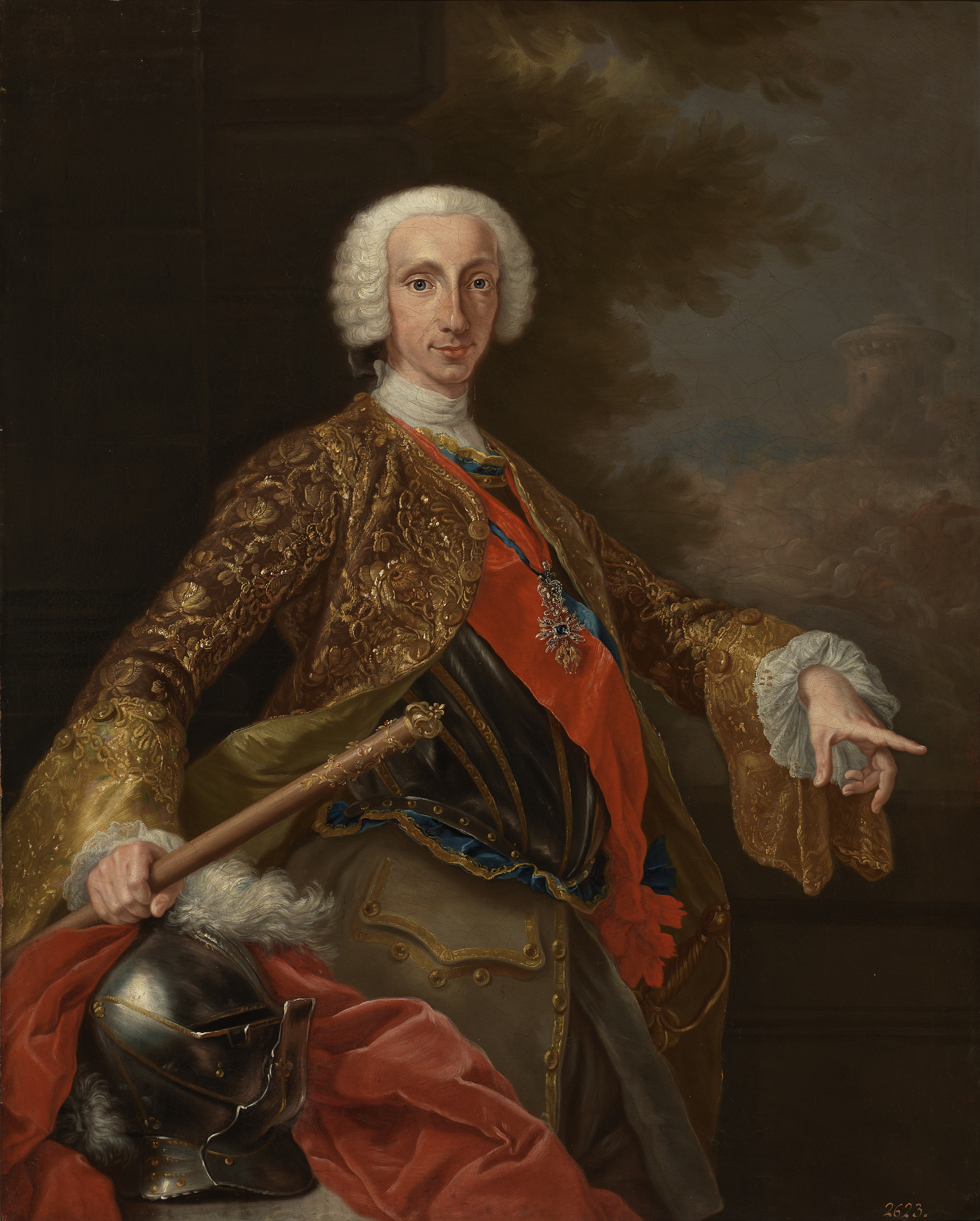
Carlo di Borbone nel 1745

Nel 1734, durante la guerra di successione polacca, al comando delle armate spagnole Carlo, duca di Parma e Piacenza, conquistò il regno di Napoli e nel 1735 il regno di Sicilia, sottraendoli alla dominazione austriaca. Quell'anno fu incoronato re a Palermo, e nel 1738 fu riconosciuto come tale dai trattati di pace, in cambio della rinuncia agli stati farnesiani e medicei in favore degli Asburgo e dei Lorena. Nel 1738 sposò la quattordicenne Maria Amalia di Sassonia ed ebbe tredici figli. 
Dopo quasi 30 anni di regno, nel 1759 ascese al trono di Spagna con il nome di Carlo III, dopo la morte senza eredi del fratellastro Ferdinando VI di Spagna. Carlo quindi dovette rinunciare ai troni italiani, e abdicò in data 6 ottobre 1759, decretando la definitiva separazione tra la corona spagnola e quelle napoletana e siciliana. Lo storico Giuseppe Galasso ha definito il suo regno come l'"ora più bella" nella storia del napoletano.
Gli successe il figlio terzogenito maschio Ferdinando di Borbone, mentre il maggiore restò erede al trono di Spagna, dove ascese nel 1788 come Carlo IV.

### Ferdinando I

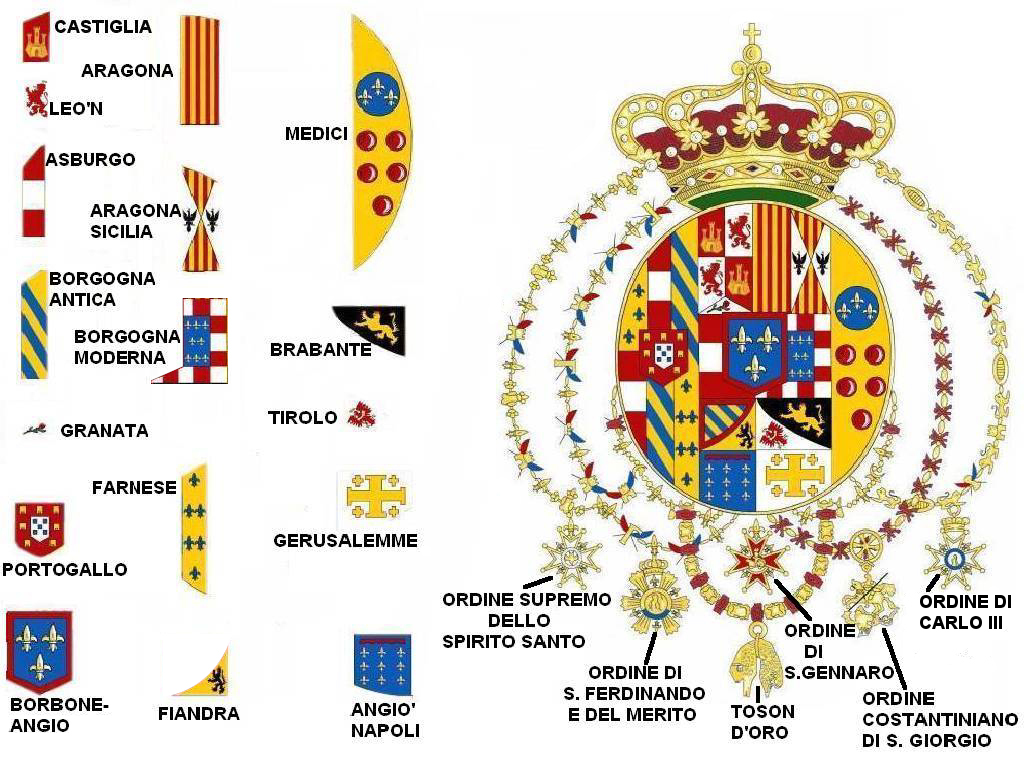
Analisi dello stemma della casata

Ferdinando, all'epoca di soli otto anni, regnò inizialmente con il titolo di Ferdinando IV per il Regno di Napoli e Ferdinando III per il Regno di Sicilia e quindi, dal dicembre 1816 fino alla morte nel 1825, come Ferdinando I, re delle Due Sicilie.
Fu affidato a un consiglio di reggenza composto di otto membri, con il compito di governare finché il giovane re non avesse compiuto sedici anni; ma le decisioni più importanti le avrebbe comunque prese di persona lo stesso Carlo a Madrid, tramite una fitta corrispondenza con il fidato reggente il giurista Bernardo Tanucci.
Ferdinando sposò nel 1768 Maria Carolina d'Asburgo-Lorena (1752-1814) e quindi morganaticamente (1814) la siciliana Lucia Migliaccio duchessa di Floridia (1770-1826), creata principessa di Casturia, vedova di don Benedetto Grifeo, principe di Partanna.
Ebbe 17 figli (e una figlia nata morta) dalla prima moglie, dieci dei quali morirono ancora bambini, mentre 3 figlie sposate premorirono ai genitori (Maria Teresa imperatrice d'Austria, Maria Luisa granduchessa di Toscana, e Maria Antonietta, principessa delle Asturie), mentre solo quattro sopravvissero ai genitori (il successore Francesco I, Maria Cristina regina di Sardegna, Maria Amelia regina di Francia e Leopoldo principe di Salerno).
I figli furono:

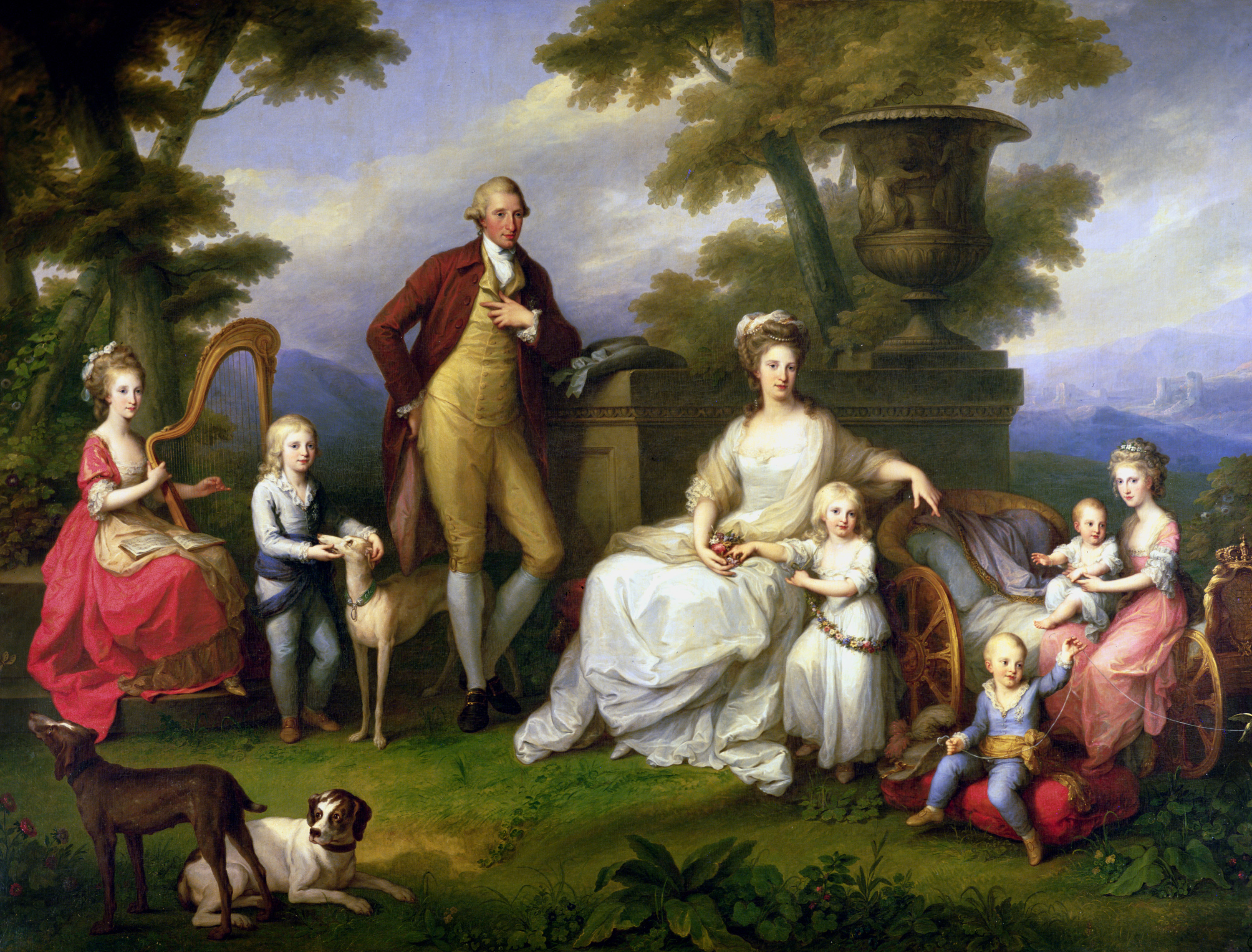
Angelika Kauffmann, Ritratto della famiglia di Ferdinando IV, 1783, olio su tela, Museo nazionale di Capodimonte

- Maria Teresa Carolina (1772-1807), che sposò nel 1790 l'imperatore d'Austria, suo primo cugino, Francesco I
- Luisa Maria Amalia (1773-1802), che sposò nel 1790 il granduca di Toscana, suo primo cugino, Ferdinando III di Asburgo-Lorena
- Carlo, duca di Calabria (1775-1778)
- Anna (1775-1780)
- Francesco, duca di Calabria e quindi re delle due Sicilie come Francesco I alla morte del padre
- Maria (1779-1783)
- Maria Cristina (1779-1849), che sposò nel 1807 il re di Sardegna Carlo Felice I (primo cugino del padre Ferdinando)
- Gennaro (1780-1789)
- Giuseppe (1781-1783)
- Maria Amalia (1782-1866), sposò nel 1809 il re dei francesi Luigi Filippo d'Orleans
- Maria Antonia (1784-1806), sposò nel 1802 il futuro re di Spagna, suo primo cugino, Ferdinando VII
- Clotilde (1786-1792)
- Enrichetta (1787-1792)
- Carlo (1788-1789) morto a 4 mesi di età
- Leopoldo (1790-1851, principe di Salerno, sposò nel 1816 Maria Clementina d'Asburgo Lorena (1798-1881), figlia della sorella Maria Teresa, da cui ebbe un figlio (Lodovico), morto in fasce, e la figlia Maria Carolina (1822-1869, sposa nel 1844 del principe Enrico d'Orleans, duca di Aumale (figlio della suddetta Maria Amelia delle due Sicilie e del re Luigi Filippo d'Orleans)
- Alberto (1792-1798)
- Isabella (1793-1801)

### Francesco I

La famiglia di Francesco I delle Due Sicilie. Da sinistra a destra: Maria Isabella di Borbone-Spagna (seconda moglie di Francesco I), Maria Carolina Ferdinanda di Borbone-Spagna, Maria Antonietta granduchessa di Toscana, Luisa Carlotta, Maria Cristina regina di Spagna, Ferdinando II, Maria Amalia, Francesco I, Carlo Ferdinando principe di Capua e Leopoldo di Borbone-Due Sicilie conte di Siracusa.

Francesco I delle Due Sicilie (1777-1830), figlio di Ferdinando I e di Maria Carolina d'Asburgo-Lorena, re delle due Sicilie dalla morte del padre nel 1825.
Sposò nel 1797 sua cugina Maria Clementina d'Asburgo Lorena (1777-1801) figlia dell'imperatore Leopoldo II dalla quale ebbe:
- Carolina (1798-1870), che sposò nel 1816 Carlo Ferdinando di Borbone, duca di Berry (1778-1820) figlio del re Carlo X di Francia, e successivamente, morganaticamente nel 1831, Ettore Lucchesi Palli, duca della Grazia
- Ferdinando (1800-1801) morto a poco meno di un anno

Rimasto vedovo di Maria Clementina, sposò nel 1802 Maria Isabella di Borbone, Infanta di Spagna (1789-1848), figlia del re Carlo IV dalla quale ebbe 12 figli:
- Luisa Carlotta (1804-1844), che sposò nel 1819 suo zio materno Francesco di Paola di Borbone, Infante di Spagna (1794-1865), figlio del re Carlo IV
- Maria Cristina (1806-1878, che sposò nel 1829 suo zio materno il re di Spagna Ferdinando VII. Rimasta vedova, sposò nello stesso anno, morganaticamente, Augustìn Fernando Munoz y Sanchez, duca di Rianzares (1810-1873)
- Ferdinando, duca delle Puglie, duca di Calabria dal 1825 e quindi re delle due Sicilie come Ferdinando II alla morte del padre
- Carlo, principe di Capua (1811-1862), sposò morganaticamente nel 1836 Penelope Smith (1815-1882), detta contessa di Mascali, da cui ebbe due figli: Francesco di Mascali (1837-1918) e Vittoria di Mascali (1838-1885)
- Leopoldo, conte di Siracusa (1813-1860, sposò nel 1837 Filiberta di Savoia Carignano (1814-1874), dalla quale ebbe solo la figlia Isabella, morta in fasce (1838). Gli fu attribuita anche una figlia illegittima, Teresa, marchesa Vulcano (1840-1920)
- Maria Antonia (1814-1898), che sposò nel 1833 il primo cugino granduca di Toscana Leopoldo II
- Antonio Pasquale, conte di Lecce (1816-1843), morto senza figli
- Maria Amalia (1818-1857), che sposò nel 1832 Sebastiano di Borbone-Spagna, Infante di Spagna e Infante del Portogallo (1811-1875)
- Carolina (1820-1861), che sposò nel 1850 il pretendente al trono di Spagna della linea Carlista Carlo Luigi di Borbone, conte di Montemolin (1818-1861)
- Teresa Cristina (1822-1889), che sposò nel 1843 l'imperatore del Brasile Pietro II
- Luigi, conte dell'Aquila (1824-1897), che sposò nel 1844 Januaria di Braganza (1822-1901), figlia dell'imperatore del Brasile Pietro I. Dal figlio Luigi discendono i conti di Roccaguglielma, la cui linea maschile si è estinta nel 1967
- Francesco di Paola, conte di Trapani (1827-1892), che sposò Maria Isabella di Asburgo Lorena (1834-1901), figlia della sorella Maria Antonietta. Dei due figli maschi, Leopoldo, morì a 17 anni. e Ferdinando morì ancora in fasce. La figlia Maria Antonietta sposò invece il cugino Alfonso, conte di Caserta, figlio del re Ferdinando II e capo della casata e pretendente al trono delle Due Sicilie, dopo la morte del proprio fratellastro Francesco II

### Ferdinando II

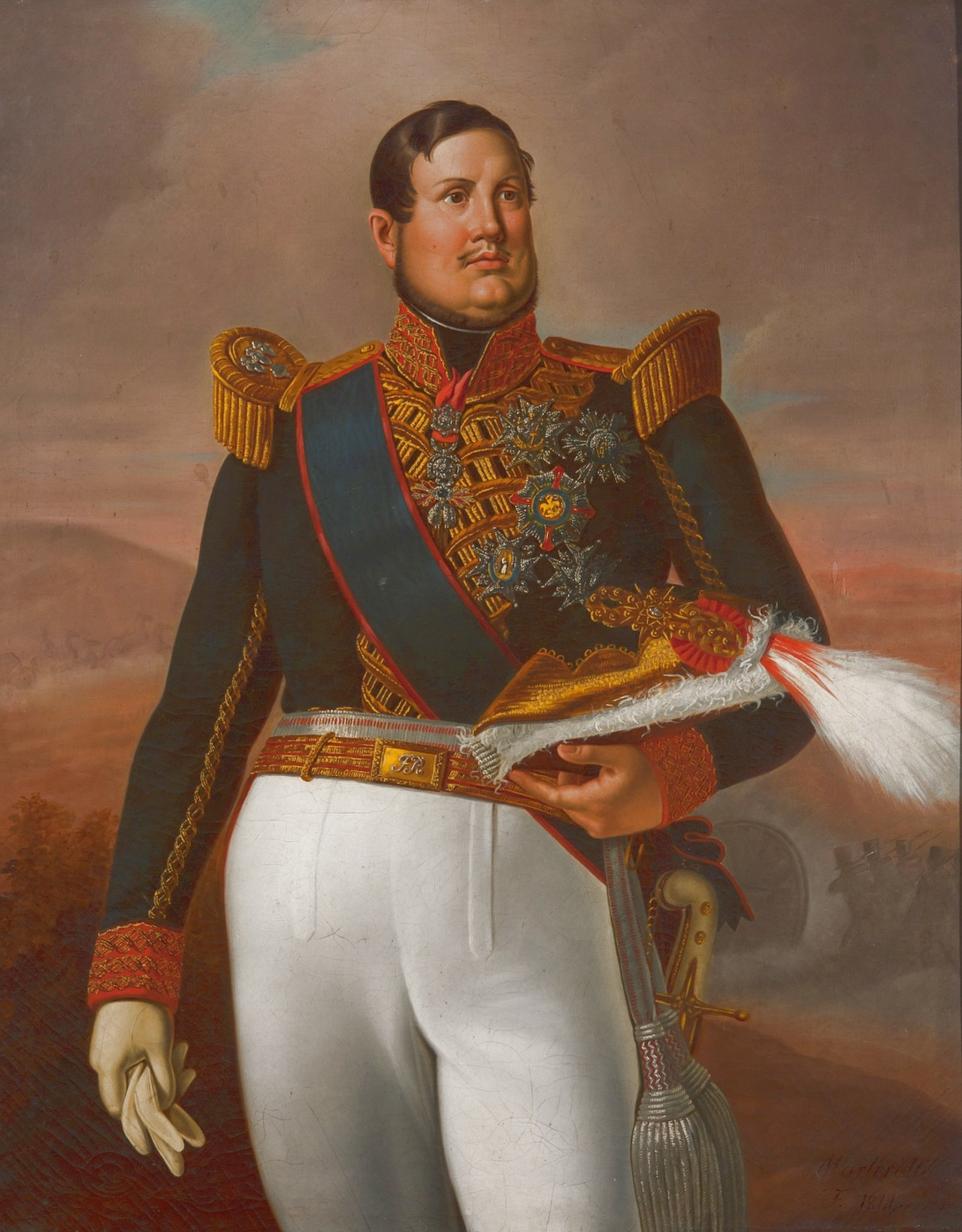
Ferdinando II delle Due Sicilie

Ferdinando II delle Due Sicilie (1810-1859), figlio di Francesco I e di Maria Isabella di Borbone-Spagna, fu re delle Due Sicilie dalla morte del padre, nel 1830, fino alla sua morte.
Sposò nel 1832 Maria Cristina di Savoia (1812-1836), figlia del re Vittorio Emanuele I di Savoia, dalla quale ebbe un solo figlio:
- Francesco, duca di Calabria, re delle Due Sicilie come Francesco II alla morte del padre

Rimasto vedovo sposò nel 1837 Maria Teresa d'Asburgo-Teschen (1816-1867) dalla quale ebbe 12 figli:
- Luigi, conte di Trani (1838-1886). Sposò nel 1861 Matilde di Baviera (1843-1925), da cui ebbe un'unica figlia, Maria Teresa (1867-1909), sposata nel 1889 al principe di Hohenzollern Guglielmo (1874-1927); morì suicida
- Alberto (1839-1841)
- Alfonso(1841-1934), conte di Caserta, al quale passarono i diritti del fratellastro Francesco II come pretendente al trono delle Due Sicilie e come capo della casata, dopo la sua morte senza figli
- Maria Annunziata (1843-1871), che sposò nel 1862 Carlo Ludovico d'Asburgo-Lorena, arciduca d'Austria (1833-1896)
- Maria Immacolata (1844-1899), che sposò nel 1861 Carlo Salvatore di Asburgo Lorena, principe di Toscana
- Gaetano, conte di Girgenti (1846-1871), sposò nel 1868 Isabella di Borbone-Spagna (1851-1931), prima figlia della regina Isabella II di Spagna. Morto suicida, non ebbe figli
- Giuseppe (1848-1851)
- Maria Pia (1849-1882), che sposò il duca di Parma e Piacenza Roberto I
- Vincenzo (1851-1854)
- Pasquale, conte di Bari (1852-1904); sposò morganaticamente nel 1878 Blanche de Marconnay, ma l'adozione del figlio di lei fu legalmente annullata
- Maria Luisa (1855-1874), sposò nel 1873 Enrico di Borbone Parma
- Gennaro (1857-1867)

### Francesco II

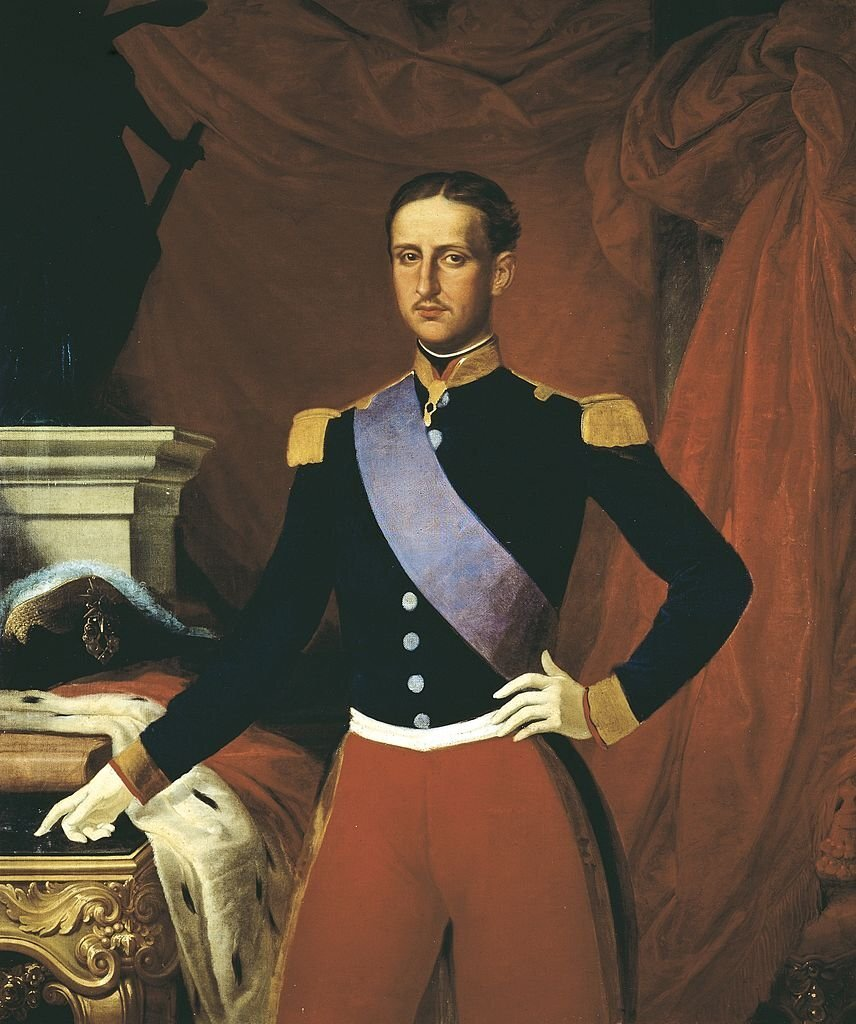
Francesco II delle Due Sicilie

Francesco II delle Due Sicilie (1836-1894), figlio di Ferdinando II e della sua prima moglie, Maria Cristina di Savoia, re delle Due Sicilie dalla morte del padre nel 1859 fino al 1861 quando il regno fu inglobato nel Regno d'Italia.
Sposò nel 1859 Maria Sofia di Baviera (1841-1925) dalla quale nel Natale del 1859 ebbe una figlia, Maria Cristina Pia, che però morì di lì a tre mesi.
Francesco II dal 1861 restò pretendente al trono delle Due Sicilie e capo della casata fino alla morte nel 1894.

## Rappresentazione genealogica
```
│

Luigi IX, 
il Santo
 (†1270), 
re di Francia
, e 
Margherita di Provenza

  │
  │      │
  │      ↓
  │ linea diretta dei capetingi (successore di Luigi IX in questa linea sarà
  │ 
Filippo III, detto 
l'Ardito
 (†
1285
)
  │
  │
  └──>
Roberto, conte di Clermont
 (†
1317
) e 
Beatrice di Borgogna-Borbone
,
      │ che conferirà al figlio Luigi il titolo di duca di Borbone
      │
      └──>
Luigi I di Borbone, detto 
il Grande
 (†
1342
)
          └──>
Pietro I di Borbone
 (†
1356
); ramo estintosi nel 
1503
 con 
Pietro II di Borbone

          │
          ↓
      linea dei duchi di Borbone fino a:
          │
          └──>
Antonio di Borbone-Vendôme
 (†
1562
), duca di Borbone
```

Antonio di Borbone-Vendôme sposò Giovanna d'Albret divenendo Re di Navarra
```
Antonio di Borbone e Giovanna d'Albret
  └──>
Enrico IV
 (†
1610
), re di Francia dal 
1589

      └──>
Luigi XIII
 (†
1643
)
          └──>
Filippo I di Borbone-Orléans
 (†
1701
), che diede origine al ramo Borbone-Orléans
          │   e il cui discendente 
Luigi Filippo di Francia
, fu re di Francia dal 
1830
 al 
1848

          │
          └──>
Luigi XIV, detto 
il Re Sole
 (†
1715
)
              └──>
Luigi, il Gran Delfino
 (†
1711
)
                  │   └──>
Luigi, duca di Borgogna
 (†
1712
)
                  │       └──>
Luigi XV, detto 
il Beneamato
 (†
1774
)
                  │           │
                  │           ↓
                  │    segue la dinastia regale dei Borbone di Francia
                  │
                  └──> 
Filippo V di Spagna
 (†
1746
), capostipite dei 
Borbone di Spagna

                       │           └──>
Luigi di Spagna
 (†
1724
)
                       └──>
Ferdinando VI di Spagna
 (†
1759
)
                       └──>
Carlo III di Spagna
 (†
1788
), già 
duca Parma, Piacenza e Castro

                           │    e poi dal 
1735
 fino alla morte del fratello Ferdinando,
                           │    re delle Due Sicilie
                           └──>
Carlo IV di Spagna

                           │       │
                           │       ↓
                           │ segue la dinastia regale dei 
Borbone di Spagna

                           │
                           └──>
Filippo di Borbone-Spagna
, escluso dalla discendenza al trono
                           │     per incapacità mentale
                           └──>
Ferdinando I delle Due Sicilie
 († 
1825
)
                                     └──>
Francesco I delle Due Sicilie
 († 
1830
)
                                         └──>
Ferdinando II delle Due Sicilie
 († 
1859
) e
                                         │   
Maria Cristina di Savoia
,
                                         │   moglie dal 
1832
 alla morte (
1836
)
                                         │
                                         │   └──>
Francesco II delle Due Sicilie
 (
1861
), privo di
                                         │       eredi, morì nel 
1894

                                         ↓
```

Dal 1861, anno dell'Unità d'Italia il Regno delle Due Sicilie cessa di esistere. La dinastia prosegue:
```
└──>
Ferdinando II delle Due Sicilie
 († 
1859
) e 
Maria Teresa d'Asburgo-Teschen
,
    │ sposa dal 
1837
 alla morte 
1867

    └──>
Alfonso di Borbone-Due Sicilie
 († 
1934
), 
conte di Caserta

    │   └──>
Ferdinando Pio di Borbone-Due Sicilie
 (†1960)
    ↓
 fratelli di Ferdinando Pio
```

## Pretendenti al trono delle Due Sicilie
Anche dopo la morte di Francesco II la Regina Maria Sofia sperò ancora nella restaurazione del Regno delle Due Sicilie, fino alla sua morte nel 1925. Dal 1894 capo della casata in esilio, e successore del fratellastro maggiore Francesco II, divenne Alfonso di Borbone-Due Sicilie.
- Alfonso, conte di Caserta (1841-1934). Figlio di Ferdinando II e della sua seconda moglie Maria Teresa d'Asburgo Lorena, sposò nel 1868 la cugina Maria Antonietta (1851-1938), figlia di Francesco di Paola di Borbone, conte di Trapani e fratello del padre Ferdinando II. Capo della Real Casa Borbone Due Sicilie e primo pretendente al trono delle Due Sicilie. Dai legittimisti venne proclamato Re col nome di S.M. Alfonso I, Re del Regno delle Due Sicilie.

Ebbe dalla moglie 12 figli:
1. Ferdinando, duca di Calabria, capo del casato e II pretendente al trono delle Due Sicilie alla morte del padre.
2. Carlo Tancredi, infante di Spagna (1870-1949), sposò nel 1901 Maria de las Mercedes di Borbone-Spagna, Infanta di Spagna (1880-1904) e quindi Luisa d'Orleans (1882-1958). Nel dicembre 1900,  C'è stata una corrispondenza tra il Conte di Caserta, in qualità di capo della casa reale, e la Regina Reggente di Spagna riguardo alle condizioni per il matrimonio tra il Principe Carlo e la Principessa delle Asturie. Il Conte di Caserta, nella sua lettera del 6 dicembre 1900, ha dichiarato che non era necessaria una rinuncia dinastica da parte di suo figlio, ma solo della sua precedente nazionalità (era necessario che diventasse spagnolo, poiché la doppia cittadinanza non era allora permessa). Nella sua risposta, la Regina Reggente ha scritto che era lieta di acconsentire al matrimonio e ha confermato che non era necessaria una rinuncia. Questo era infatti il consiglio che aveva ricevuto dal ministro di Giustizia spagnolo, il quale aveva fatto la stessa dichiarazione in Parlamento. Tuttavia, il Conte di Caserta, il 14 dicembre 1900, ha richiesto a suo figlio di firmare l’Atto di Cannes, che avrebbe chiarito che egli avrebbe rinunciato alla futura successione al trono delle Due Sicilie in conformità alle leggi della Casa, qualora sua moglie averse ereditato il trono spagnolo, cosa che tuttavia non accade. Dei tre figli avuti dalla prima moglie, Alfonso Infante di Spagna (1901-1964) alla morte dello zio Ferdinando Pio senza figli maschi nel 1960,si autoproclamò Capo della Casa, Duca di Calabria, Conte di Caserta e Gran Maestro, sostenendo non pertinenza dell'Atto di Cannes di 60 precedente, ritenendolo nullo. Dopo la sua morte nel 1964 la sua posizione di pretendente al titolo di Capo della casata passò al figlio Carlo Maria (1938 - 2015) nominato nel 1993 Infante di Spagna da S.M. Don Juan Carlos I, re di Spagna e nipote di Carlo Tancredi, in quanto al VII posto nella linea di successione al trono di Spagna succeduto alla sua morte, avvenuta nel 2015, dal figlio Pietro.
3. Francesco (1873-1876)
4. Maria Immacolata (1874-1947), che sposò nel 1906 Giovanni Giorgio di Sassonia (1869-1938)
5. Maria Cristina (1877-1947), che sposò nel 1900 Pietro Ferdinando di Asburgo Lorena di Toscana.
6. Maria Pia (1878-1973), che sposò nel 1908 Luigi Filippo di Orleans Braganza, principe del Brasile (1878-1920)
7. Maria Giuseppa (1880-1971)
8. Gennaro, conte di Villacolli (1882-1944), ha rinunciato alla successione; ha sposato morganaticamente nel 1923 Beatrice Bordessa (1881-1963)
9. Ranieri, si proclamò duca di Castro e rivendicò il titolo di capo del casato, in contrapposizione al nipote.
10. Filippo (1885-1949), sposò nel 1916 Maria Luisa di Orleans (1896-1968), da cui divorziò nel 1925, con annullamento del 1926,  quindi, morganaticamente nel 1927 Odette Labori (1902-1968). Il figlio del primo matrimonio, Gaetano (1917-1984) rinunciò alla successione nel 1939, ma ha discendenza maschile.
11. Francesco di Paola (1888-1914)
12. Gabriele (1897-1975), sposò nel 1925 Margherita principessa Czartoyska (1902-1929) e quindi nel 1932 Cecilia principessa Lubomirska (1907-2001). Ebbe un figlio maschio dal primo matrimonio (Antonio, nato nel 1929, con discendenza maschile) e due dal secondo (Giovanni, 1933-2000, e Casimiro, nato nel 1938, quest'ultimo con discendenza maschile).

- Ferdinando Pio (1869-1960), duca di Calabria. Figlio di Alfonso, conte di Caserta e di Maria Antonietta di Borbone, sposò nel 1896 Maria di Baviera (1872-1954). Dopo la morte del padre nel 1934, fu capo della casata e pretendente al trono delle Due Sicilie.

Dalla moglie ebbe sei figli:
1. Maria Antonietta (1898-1957)
2. Maria Cristina (1899-1985), che sposò morganaticamente nel 1948 il vicepresidente dell'Ecuador, Manuel de Sotomayor y Luna (1884-1949)
3. Ruggero (1901-1914)
4. Barbara (1902-1927, che sposò nel 1922 Francesco Saverio conte su Stolberg-Wernigerode (1894-1945)
5. Lucia (1908-2001), che sposò nel 1938 Eugenio di Savoia, duca di Genova.
6. Urraca (1913-1999)

### La disputa tra ramo spagnolo e ramo francese
- Alfonso Maria di Borbone-Due Sicilie (1901-1964)

Figlio di Carlo Tancredi e di Maria de las Mercedes di Borbone-Spagna, Infanta di Spagna, Principessa di Asturie (1880-1904); conte di Caserta, Duca di Calabria e Capo della Casa Reale dell Due Sicilie nonché Gran Maestro del Sacro Militare Ordine Costantiniano di S. Giorgio (1960-1964), Sposò nel 1936 la principessa Alice di Borbone-Parma (1917 - ), figlia del duca titolare Elia di Borbone-Parma, con cui ebbe tre figli:
1. Teresa María (1937 - ), Marchesa di Laula
2. Carlo Maria (1938 - 2015), Duca di Calabria
3. Inés María (1940 - )

- Carlo Maria (1938-2015), duca di Calabria, conte di Caserta.

Figlio dell'Infante Alfonso Maria di Borbone-Due Sicilie e della principessa Alice di Borbone-Parma, alla morte dello zio Ferdinando Pio, si autoproclamò Capo della Casa e Pretendente al trono delle Due Sicilie, Duca di Calabria, creato Infante di Spagna (di grazia) 16 novembre 1994
Dalla moglie Anna d'Orléans (1938 - viv.), figlia di Enrico d'Orléans conte di Parigi e della principessa Isabella d'Orléans-Braganza, ha cinque figli:
1. Cristina di Borbone-Due Sicilie (Madrid, 1966 - viv.)
2. Maria di Borbone-Due Sicilie (Madrid, 1967 - viv.)
3. Pietro di Borbone-Due Sicilie, (Madrid, 1968 - viv.), rivendica il titolo di Duca di Noto (riservato al nipote del Pretendente al trono delle Due Sicilie), sposato con nel 2001 a Sofia Landaluce y Melgarejo
4. Ines Maria di Borbone-Due Sicilie (Madrid, 1971 - viv.)
5. Vittoria di Borbone-Due Sicilie (Madrid, 1976 - viv.)

- Pietro (1968 - viv.)

Figlio di Infante di Spagna Carlo Maria, duca di Calabria, conte di Caserta ha sposato nel 2001 Sofia Landaluce e Melgarejo (nata nel 1973). Dopo la morte del padre nel 2015 Pretendente al trono delle Due Sicilie, duca di Calabria, conte di Caserta
Dalla moglie ha avuto sei figli:
- Jaime, duca di Noto, nato il 26 giugno 1993.
- Juan, nato il 18 aprile 2003
- Pablo, nato il 26 giugno 2004
- Pedro, nato il 3 gennaio 2007
- Sofia, nato il 12 novembre 2008
- Blanca, nata il 7 aprile 2011
- Maria, nata il 21 aprile 2015

- Ranieri (1883-1973)

Figlio di Alfonso, conte di Caserta e di Maria Antonietta di Borbone. Sposò nel 1923 Carolina contessa Zamoyska (1896-1968), figlia di una sorella della madre. Dopo la morte senza discendenza maschile del fratello Ferdinando, duca di Calabria nel 1960, avanzò pretese sui titoli di Duca di Castro dal padre Alfonso, Conte di Caserta, quale capo della casata e terzo pretendente al trono delle Due Sicilie, forte delle rinunce del ramo fuoriuscito dalla dinastia Borbone Due Sicilie con l'atto di Cannes del 1901, ottenendo il riconoscimento di tale titolatura dall'intera famiglia Borbone delle Due Sicilie.
Dalla moglie ebbe due figli:
- Maria Carmen ( 1924-vivente)
- Ferdinando Maria, duca di Castro, quinto pretendente al trono delle Due Sicilie
- Ferdinando (1926 - 2008)

Figlio di Ranieri, rivendicò anche lui il titolo di duca di Calabria poi duca di Castro, e di Carolina Zamoyska. Sposò nel 1949 Chantal de Chevron-Villet dei Conti di Colbert. Dopo la morte del padre nel 1973 è rivendicò il titolo di capo della casata e quarto Pretendente al trono delle Due Sicilie.
Dalla moglie ha avuto 3 figli:
- Beatrice (nata nel 1950), ha sposato nel 1978 Carlo principe Napoleone, da cui ha divorziato nel 1989
- Anna (nata nel 1957), ha sposato nel 1977 il barone Jacques Cochin (nato nel 1951), dal quale si è poi separata
- Carlo, già duca di Noto, poi duca di Calabria, dal 2008 duca di Castro, quinto Pretendente al trono delle Due Sicilie
- Carlo (1963 - viv.)

Figlio di Ferdinando, ha sposato nel 1998 Camilla Crociani (nata nel 1971). Dopo la morte del padre nel 2008 rivendicò la pretesa sul titolo di duca di Castro capo della casata e quinto Pretendente al trono delle Due Sicilie.
Dalla moglie ha avuto due figlie:
- Maria Carolina, Duchessa di Palermo, nata nel 2003
- Maria Chiara, Duchessa di Capri, nata nel 2005.

Alla morte di Ferdinando-Pio la successione del titolo di Re delle Due Sicilie fu contesa tra suo nipote Alfonso, figlio del suo fratello successivo in linea Carlo Tancredi ed il fratello Ranieri, a causa dell'Atto di Cannes (14 novembre 1900), con il quale Carlo Tancredi di Borbone-Due Sicilie (1870 – 1949), accingendosi a sposare (1901) l'infanta di Spagna Maria de las Mercedes di Borbone-Spagna (1880 – 1904), figlia primogenita di Alfonso XII di Spagna (1857 – 1885), rinunciava per sé ed i suoi discendenti al trono delle Due Sicilie, in quanto, con il matrimonio, avrebbe potuto accedere al trono spagnolo e i suoi successori avrebbero potuto divenire titolari sul trono di Spagna e nello stesso tempo a quello delle Due Sicilie, cosa che la Prammatica Sanzione emessa nel 1759 da Carlo III di Spagna vietava. Ma Maria de las Mercedes non assunse il trono.
Sulla questione sorta nel 1960 tra due rami della Casa Borbone che reclamavano entrambi la titolarità dei diritti dinastici e di Capo della Casa, il Re di Spagna Juan Carlos di Borbone, successore ed erede di Carlo III sul trono spagnolo, nel 1983 decise di affidare la risoluzione della questione a una commissione ai massimi livelli, che si pronunciò ufficialmente, senza alcuna legittimità trattandosi di successione ad un altro trono, formata dal Ministero di Giustizia, la Reale Accademia di Giurisprudenza e Legislazione il Ministero degli Affari Esteri, l'Istituto Salazar y Castro del Consiglio Superiore delle Investigazioni Scientifiche e il Consiglio di Stato di Spagna che ha prodotto un voluminoso faldone di studi. La Commissione decise con pareri motivati di riconoscere come Capo della Casa Borbone Due Sicilie e Gran Maestro dell'Ordine Costantiniano il discendente del ramo primogenito di Carlo Tancredi, S.A.R. Don Carlos Maria di Borbone delle Due Sicilie-Parma, Duca di Calabria, primogenito farnesiano.
Il 25 gennaio 2014 è stato firmato a Napoli un atto di riconciliazione tra le due famiglie.
Il 14 maggio 2016 però Carlo di Borbone-Due Sicilie, non avendo figli maschi, e per la prima volta nella storia del Casato dei Borbone-Due Sicilie, decide di non riconoscere le secolari regole di successione che privilegiano la linea maschile abolendo il criterio di successione della Legge Salica, richiamandosi al diritto europeo (Trattato di Lisbona, 2009) che proibisce la discriminazione tra uomini e donne. Questa decisione, il giorno 29 giugno 2016 viene contestata da Pedro di Borbone-Due Sicilie, in quanto illegittimo rispetto al codice legislativo dell'ex Regno delle Due Sicilie e rispetto alle leggi ed alle tradizioni di famiglia e due trattati internazionali (Vienna 1737 e Napoli 1759).

### Caso di rinuncia di Tancredi non valida
```
└──>
Ferdinando II delle Due Sicilie
 (†
1859
) e 
Maria Teresa d'Asburgo-Teschen
, moglie di Ferdinando
    │ dal 
1837
 alla morte 
1867

    └──>
Alfonso di Borbone-Due Sicilie
 (†
1934
), 
conte di Caserta

        └──>
Ferdinando Pio di Borbone-Due Sicilie
 (†
1960
)
        └──>
Carlo Tancredi di Borbone-Due Sicilie
 (†
1949
)
            └──> 
Alfonso Maria di Borbone-Due Sicilie
 (†
1964
)
        │        └──>
Carlo Maria di Borbone-Due Sicilie
 (†
2015
)
                   └──>
Pietro di Borbone-Due Sicilie
 (
1968
-vivente)
        ↓ 
Carlo Tancredi di Borbone-Due Sicilie
 (†
1949
) linea che contesta l'Atto di Cannes
```

### Caso di validità della rinuncia di Tancredi
```
└──>
Ferdinando II delle Due Sicilie
 (†
1859
) e 
Maria Teresa d'Asburgo-Teschen
, moglie
    │  dal 
1837
 alla morte 
1867

    └──>
Alfonso di Borbone-Due Sicilie
 (†
1934
), 
conte di Caserta

        └──>
Ferdinando Pio di Borbone-Due Sicilie
 (†
1960
)
        └──>
Ranieri di Borbone-Due Sicilie
 (†
1973
)
        │   └──>
Ferdinando Maria di Borbone-Due Sicilie
 (†
2008
)
        │       └──>
Carlo di Borbone-Due Sicilie
 (
1963
 – vivente)
        ↓

Ranieri di Borbone-Due Sicilie
 (†
1973
) linea secondo l'Atto di Cannes
```

## Discendenti agnatizi del pretendente Alfonsodi Borbone-Due Sicilie
- Principe Ferdinando Pio Maria (* Roma 25.VII.1869, † Lindau 7.I.1960, sepolto nella cappella di Rieden), Duca di Calabria, capo del casato e pretendente al trono delle Due Sicilie (III) 1934/1960; Cavaliere dell’Ordine del Toson d’Oro (1897), Cavaliere dell’Ordine Supremo della SS. Annunziata, Cavaliere dell’Ordine dell’Aquila Nera, Cavaliere dell’Ordine di Sant’Uberto e Gran Croce dell’Ordine di Carlos III. = Monaco di Baviera 31.V.1896 S.A.R. Maria Principessa di Baviera, figlia di Luigi III, Re di Baviera, e di Maria Teresa d’Asburgo-Lorena Arciduchessa d’Austria-Este (* villa Amsee, presso Lindau 6.VII.1872, † ivi 10.VI.1954, sepolta nella cappella di Rieden), Dama dell’Ordine di Santa Elisabetta, dell’Ordine di Teresa, dell’Ordine della Croce Stellata e Dama Gran Croce di Giustizia dell’Ordine Costantiniano di San Giorgio.

- Principessa Maria Antonietta Leonia (* Madrid 26.IV.1898, † Wiesendange 10.I.1957, sepolta nella cappella di Rieden), Dama Gran Croce dell’Ordine Costantiniano di San Giorgio, Dama dell’Ordine della Croce Stellata, Dama dell’Ordine di Santa Elisabetta e Dama dell’Ordine di Teresa.

- Principessa Maria Cristina (* Madrid 5.V.1899, † Quito 21.IV.1985), Dama dell’Ordine della Croce Stellata, dell’Ordine di Teresa, dell’Ordine di Santa Elisabetta e Dama Gran Croce di Giustizia dell’Ordine Costantiniano di San Giorgio. = (morg.) Roma 3.V.1948 don Manuel de Sotomayor y Luna vicepresidente della Repubblica dell’Ecuador (* Quito 27.XI.1884, † Guayaquil, Ecuador 16.X.1949).

- Principe Ruggero Maria (* Sardinero, Santander 7.IX.1901, † castello di Nymphenburg, presso Monaco di Baviera 1.XII.1914, sepolto nella cappella di Rieden), Duca di Noto, Gran Croce di Giustizia dell’Ordine Costantiniano di San Giorgio e Cavaliere dell’Ordine di San Gennaro.

- Principessa Barbara Maria Antonietta Luitpolda (* castello di Nymphenburg, presso Monaco di Baviera 14.XII.1902, † castello di Peterswaldau 1.I.1927) = Monaco di Baviera 31.V.1922 S.A.Ill. Franz Xavier Graf zu Stolberg-Wernigerode (* castello di Peterswaldau 19.VII.1894, † prigioniero dei sovietici nel campo di concentramento di Gostynia 4.V.1945).

- Principessa Lucia Maria Raniera (* castello di Nymphenburg, presso Monaco di Baviera 9.VII.1908, † São Paulo 3.XI.2001, sepolta a Superga) = castello di Nymphenburg, presso Monaco di Baviera 29.X.1938 S.A.R. Eugenio di Savoia Genova, 5º Duca di Genova e Duca d’Ancona (v.)

- Principessa Urraca Maria Isabella Carolina Adelgonda Carmela (* castello di Nymphenburg, presso Monaco di Baviera 14.VII.1913, † Sigmaringen 3.V.1999, sepolta ivi), Dama Gran Croce di Giustizia dell’Ordine Costantiniano di San Giorgio, Dama dell’Ordine della Croce Stellata, dell’Ordine di Teresa e dell’Ordine di Santa Elisabetta e Dama d’Onore e Devozione del Sovrano Militare Ordine di Malta.

- Principe Carlo Maria Francesco d'Assisi Pasquale Ferdinando Antonio di Padova Francesco di Paola Alfonso Andrea Avellino Tancredi (* Gries, Bolzano 10.XI.1870, † Siviglia 11.XI.1949, sepolto ivi), rinuncia alla successione il 14.XII.1900, Infante di Spagna dal 7.II.1901; Cavaliere dell’Ordine del Toson d’Oro (1901), dell’Ordine di San Gennaro, dell’Ordine Supremo della SS. Annunziata, dell’Ordine di Sant’Uberto, di San Fernando, dell’Aquila Nera e della Corona Ferrea, Gran Croce dell’Ordine di Carlos III e dell’Ordine Equestre del Santo Sepolcro, Gran Commendatore dell’Ordine d’Alcantara, Balì Gran Croce di Giustizia dell’Ordine Costantiniano di San Giorgio. a) = Madrid 14.II.1901 S.A.R. Maria de las Mercedes di Borbone Infanta di Spagna e Principessa delle Asturie, figlia del Re Alfonso XII e di Maria Cristina d’Asburgo-Lorena Arciduchessa d’Austria (* Madrid 11.IX.1880, † ivi 17.X.1904), Dama dell’Ordine di Maria Luisa e della Croce Stellata. b) = Woodnorton 16.XI.1907 S.A.R. Luisa Principessa d’Orléans, figlia del Principe Luigi Filippo Conte di Parigi, pretendente al trono di Francia, e di Maria Isabella d’Orléans Infanta di Spagna (* Cannes 24.II.1882, † Siviglia 19.IV.1958, sepolta ivi).

- [ex 1°] Alfonso María Leo Cristino Alfonso de Liguori Antonio Francisco Xavier, Infante di Spagna (* Madrid 30.XI.1901, † ivi 3.II.1964), “Infante Heredero” e Principe delle Asturie 1904/1907. Alla morte dello zio Ferdinando di Borbone pretende al trono delle Due Sicilie considerando nulla la rinuncia fatta dal padre; Cavaliere dell’Ordine di San Gennaro, Cavaliere dell’Ordine del Toson d’Oro, dell’Ordine della Santissima Annunziata e dell’Ordine di Sant’Uberto, Cavaliere dell’Ordine di Alcantara, Balì Gran Croce dell’Ordine Costantiniano di San Giorgio, Cavaliere di Gran Croce dell’Ordine di Carlo III e di Isabella la Cattolica. = Vienna 16.IV.1936 S.A.R. Alicia di Borbone Parma Principessa di Borbone Parma, figlia di Elia, Duca di Parma e Piacenza, e di Maria Anna d’Asburgo-Lorena Arciduchessa d’Austria (* Vienna 13.VI.1917, † Madrid 28.III.2017) (v.)

- Principessa Teresa María Francisca Dorotea (* Losanna 6.II.1937), già Duchessa di Salerno. = (morg.) Madrid 16.IV.1961 don Iñigo Moreno y de Arteaga, 1º Marchese di Laserna e 12º Marchese di Laula (* Madrid 18.IV.1934).

- Carlos María Alfonso Marcelo, Infante di Spagna (titolo confermato dal Re di Spagna il 16.XII.1994) (* Losanna 16.I.1938, † tenuta "la Toledana", Ciudad Real 5.X.2015), il Re di Spagna lo considera pretendente al trono delle Due Sicilie e lo ha riconosciuto del titolo di Duca di Calabria (Duque de Calabria) con Regio Decreto del 23.VI.1981; Cavaliere dell’Ordine del Toson d’Oro (1964), Gran Maestro del Sacro Militare Ordine Costantiniano di San Giorgio, Gran Commendatore dell'Ordine d'Alcantara Gran Croce al Merito militare spagnolo, Gran Croce al Merito Navale spagnolo, Gran Croce al Merito Agricolo spagnolo, Gran Croce dell'Ordine Equestre del Santo Sepolcro, Gran Croce dell'Ordine dell'Aquila Azteca, Gran Croce dell'Immacolata Concezione di Villaviçiosa, Gran Croce del Real Ordine della Stella di Karageorge, Gran Croce dell'Ordine spagnolo del Merito Rurale, Presidente onorario di Hidalgos de España, Maestrante di Siviglia Zaragoza, Granada, Valenza e Ronda, Protettore del Real Corpo della Nobiltà di Madrid. = (civ.) Louveciennes 11.V.1965/ (rel.) cappella Saint-Louis di Dreux 12.V.1965 S.A.R. Anne Principessa d’Orléans, figlia del Principe Enrico Conte di Parigi, pretendente al trono di Francia, e di Maria Isabella Principessa d’Orléans e Braganza (* Woluwe-Saint-Pierre 4.XII.1938).

- Principessa Cristina Isabella María Luisa (* Madrid 15.III.1966) = La Toledana, Ciudad Real 15.VII.1994 Pedro López-Quesada y Fernánde Urrutia (* Madrid 26.VII.1963).

- Principessa María Paloma Diana Irene (* Madrid 5.IV.1967) = La Toledana, Ciudad Real 13.VII.1996 S.A.R.I. Simeone d’Asburgo-Lorena Arciduca d’Austria (* Katana, Zaire 29.VI.1958).

- Principe Pedro Juan María Alejo Saturnino y todos los Santos (* Madrid 16.X.1968), Duca di Calabria, Conte di Caserta e pretendente al trono delle Due Sicilie; Balì Gran Croce del Sovrano Militare Ordine di Malta e Gran Croce con Placca d’Oro dell’Ordine di Merito Melitense, Cavaliere di Gran Croce dell'Ordine Equestre del Santo Sepolcro, Gran Commendatore dell'Ordine Militare di Alcantara, Presidente del Real Consiglio degli Ordini Militari Spagnoli, Cavaliere della Real Maestranza de Caballeria de Valencia, Cavaliere del Real Cuerpo de la Nobleza de Madrid, Cavaliere Protettore del Real Cuerpo de la Nobleza de Madrid, Cavaliere della Real Maestranza de Caballeria de Zaragoza, Cavaliere della Real Maestranza de Caballeria de Sevilla. = Madrid 20.III.2001 Sofia Landaluce y Melgarejo, figlia di José Manuel Landaluce y Domínguez e di Bianca Melgarejo y González (* Madrid 23.XI.1973).

- Principe Jaime (* Madrid 26.VI.1992), Duca di Capua, poi Duca di Noto (5.XI.2015), Gran Prefetto dell'Ordine Costantiniano di San Giorgio, Cavaliere dell’Ordine di San Gennaro, Cavaliere dell’Ordine d’Alcántara, Cavaliere d’Onore e Devozione dell’Ordine di Malta, =  Palermo, 25.IX.2021, Lady Charlotte Diana Lindesay-Bethune, figlia di James, 16º Conte di Lindsay, e di Diana Mary Chamberlayne-Macdonald (* Londra 12.V.1993).

- Principe Juan (* Madrid 18.IV.2003).

- Principe Pablo (* Madrid 28.VI.2004).

- Principe Pedro María (* Madrid 3.I.2007).

- Principessa Sofia María Blanca (* Madrid 12.XI.2008).

- Principessa Blanca (* Madrid 6.IV.2011).

- Principessa María (* Madrid 5.III.2015).

- Principessa Ines María Alice Ana Isabella (* Madrid 20.IV.1971) = Toledo 13.X.2001 Nobile Michele Carrelli Palombi dei Marchesi di Raiano (* Roma 13.X.1965).

- Principessa Victoria María Aline Carolina de la Santissima Trinidad y todos los Santos (* Madrid 24.V.1976) = 27.IX.2003 Markos Nomikos (* Kifissia 29.X.1965).

- Principessa Ines María Alice (* Ouchy-Losanna 18.II.1940), già Duchessa di Siracusa. = (morg.) Madrid 21.I.1965 Manuel Morales y Aguado (* Granada 8.X.1933, † Elche de la Sierra 9.XI.2000), separati dal 1973.

- [ex 1°] Ferdinando María Antonio Alfonso Carlo Federico Ignacio Olegario, Infante di Spagna (* Madrid 6.III.1903, † San Sebastián 4.VIII.1905), Cavaliere dell’Ordine del Toson d’Oro (1903).

- [ex 1°] Isabella Alfonsa María Teresa Antonia Cristina Mercedes Carolina Adelaide Rafaela, Infanta di Spagna (* Madrid 16.X.1904, † ivi 18.VIII.1985) = (morg.) Madrid 9.III.1929 Conte Jan Zamoyski (* Cracovia 17.VIII.1900, † Monte Carlo 28.IX.1961).

- [ex 2°] Principe Carlo Maria Ferdinando Luigi Filippo Lorenzo Giustiniano (* Santillana 5.IX.1908, † cade in guerra, Elgoibar 27.IX.1936, sepolto a Siviglia).

- [ex 2°] Principessa María de los Dolores Victoria Filipa María de las Mercedes Luisa Carlota Eugenia (* Madrid 15.XI.1909, † ivi 11.V.1996, sepolta a Siviglia) a) = (civ.) Losanna 12.VIII.1937/ (rel.) Ouchy 16.VIII.1937 Giuseppe Augusto Principe Czartoryski e Duca di Kłewan e Zuchow (* Varsavia 20.X.1907, † Siviglia 1.VII.1946); b) = (morg.) Siviglia 29.XII.1950 Carlos Chias y Osorio (* Barcellona 26.II.1925).

- [ex 2°] Principessa María de las Mercedes Cristina Januaria Isabella Luisa Carolina Victoria (* Madrid 23.XII.1910, † Lanzarote 2.I.2000, sepolta all'Escorial) = Roma 12.X.1935 S.A.R. Giovanni di Borbone, Infante di Spagna e Conte di Barcellona (* San Ildefonso 20.VI.1913, † Pamplona 1.IV.1993).

- [ex 2°] Principessa María de la Esperanza Amalia Raniera María del Rosario Luisa Gonzaga (* Madrid 14.VI.1914 † Villamanrique de la Condesa 9.VIII.2005) = Siviglia 28.XII.1944 S.A. Pietro Gastone Principe d’Orléans e Braganza (* castello d’Eu 19.II.1913, † Siviglia 27.XII.2007).

- Principe Francesco di Paola (* Rorschach 14.VII.1873, † Parigi 26.VI.1876, sepolto ivi), Cavaliere dell’Ordine di San Gennaro.
- Principessa Maria Immacolata Cristina Pia Isabella (* Cannes 30.X.1874, † Muri 28.XI.1947, sepolta a Dresda) = (civ.) Cannes 29.X.1906/ (rel.) 30.X.1906 S.A.R. Johann Georg, Principe di Sassonia (* Dresda 10.VII.1869, † castello di Altshausen 24.XI.1938).
- Principessa Maria Cristina Carolina Pia (* Cannes 10.IV.1877, † St Gilgen 4.X.1947, sepolta ivi) = Cannes 8.XI.1900 S.A.R.I. Pietro Ferdinando d’Asburgo-Lorena, Principe di Toscana (v.)
- Principessa Maria Pia Chiara Anna (* Cannes 12.VIII.1878, † Mandelieu 20.VI.1973, sepolta a Dreux) = (civ.) Cannes 3.XI.1908/ (rel.) 4.XI.1908 Luigi Filippo d’Orléans-Braganza, Principe Imperiale del Brasile (* Petropolis 26.I.1878, † Cannes 26.III.1920).
- Principessa Maria Giuseppa Antonietta (* Cannes 25.III.1880, † ivi 22.VII.1971, sepolta a Cannes), Dama Gran Croce di Giustizia dell’Ordine Costantiniano di San Giorgio.
- Principe Gennaro Maria Francesco di Paola (* Cannes 24.I.1882, † ivi 11.IV.1944, sepolto a Cannes), rinuncia alla successione e diviene Conte di Villacolli il 9.I.1923 per concessione del padre; Balì Gran Croce di Giustizia dell’Ordine Costantiniano di San Giorgio, Cavaliere dell’Ordine del Toson d’Oro (1919), Cavaliere dell’Ordine di San Gennaro e Cavaliere novizio dell’Ordine d’Alcantara. = (morg.) Londra 27.VI.1923 Beatrice Bordessa (* Chester 29.XII.1881, † West Malling 20.VIII.1963), creata Contessa di Villacolli dal suocero il 9.I.1923.
- Principe Ranieri Maria Gaetano (* Cannes 3.XII.1883, † La Combe 13.I.1973, sepolto a Cannes), Duca di Castro, capo del casato e pretendente al trono delle Due Sicilie (I) 1960/1973; Cavaliere dell’Ordine del Toson d’Oro, Cavaliere dell’Ordine di Sant’Uberto. = Druzbaki 12.IX.1923 Contessa Carolina Zamoyska, figlia del Conte Andrzej e di Maria Carolina di Borbone Principessa delle Due Sicilie (* Cracovia 22.IX.1896, † Marsiglia 9.V.1968, sepolta a Cannes), Dama Gran Croce dell’Ordine Costantiniano di San Giorgio e Dama dell’Ordine di Teresa.

- Principessa Maria del Carmen Carolina Antonia (* castello di Podzamce, Zips 13.VII.1924, † Roquebrune-sur-Argens 20.XI.2018), Dama Gran Croce di Giustizia dell’Ordine Costantiniano di San Giorgio.

- Principe Ferdinando Maria Andrea Alfonso Marco (* castello di Podzamce 28.V.1926, † Draguignan 20.III.2008), Duca di Castro, capo del casato e pretendente al trono delle Due Sicilie (IV), Gran Maestro dell’Ordine Costantiniano di San Giorgio e dell’Ordine di San Gennaro dal 1973; Balì Gran Croce d’Onore e Devozione del Sovrano Militare Ordine di Malta, Cavaliere dell’Ordine Supremo della SS. Annunziata, Cavaliere dell’Ordine della Corona del Württemberg e Cavaliere dell’Ordine di Sant’Uberto. = Giez 23.VII.1949 Chantal de Chevron-Villette, figlia del Conte Pierre-Joseph e di Marie de Colbert dei Conti de Colbert (* castello di Bouillidou, Le Canet-des-Maures 10.I.1925, † Suresnes 24.V.2005).

- Principessa Béatrice Marie Caroline Louise Françoise (* Saint-Raphäel 16.VI.1950), Dama di Gran Croce di Giustizia dell’Ordine Costantiniano di San Giorgio. = (civ.) Parigi 19.I.1978 S.A.I. Charlés Bonaparte Principe Imperiale Napoléon (v.), divorzia a Nanterre il 2.V.1989.

- Principessa Anne Marie Carmen Caroline (* Saint-Raphäel 24.IV.1957), Dama di Gran Croce di Giustizia dell’Ordine Costantiniano di San Giorgio. = (civ.) Roccabruna 7.IX.1977/ (rel.) 9.IX.1977 Barone Jacques Cochin (* Vichy 23.II.1951), divorzia il 26.XI.1992.

- Principe Charles Marie Bernard Gennaro (* Saint-Raphäel 24.II.1963), Duca di Calabria, poi Duca di Castro e pretendente al trono (Carlo VII), Cavaliere di Gran Croce dell’Ordine dei Santi Maurizio e Lazzaro, Cavaliere dell’Ordine Supremo della Santissima Annunziata, Cavaliere di Gran Croce al Merito della Repubblica Italiana, Balì di Gran Croce d’Onore e Devozione del Sovrano Militare Ordine di Malta, Cavaliere di Gran Croce dell’Ordine di Vasco Núñez de Balboa, Cavaliere di Gran Croce dell’Ordine Nazionale di Juan Mora Fernández, Cavaliere di Gran Croce dell’Ordine di Sant’Agata, Cavaliere di Gran Croce dell’Ordine della Casa Reale di Tonga, Cavaliere di Gran Croce dell’Ordine Militare di San Carlo, Cavaliere di Gran Croce dell’Ordine Patriarca della Santa Croce di Gerusalemme, Cavaliere di prima classe dell’Ordine dello Skanderbeg, Cavaliere di Gran Groce di classe speciale dell’Ordine Melitense, Cavaliere di Gran Croce dell’Ordine al merito di Antigua e Barbuda (cancellato https://www.thegazette.co.uk/notice/2836491), Gran Croce di Merito Eccezionale di Syria, Gran Ufficiale dell’Ordine dei Grimaldi, Cavaliere di Gran Croce con Stella d’argento dell’Ordine del Principe Danilo I, Cavaliere di Gran Croce dell’Ordine dell’Immacolata Concezione di Villa Viçosa Ammiraglio onorario della Marina del Texas ecc. = Monte Carlo 31.X.1998 Camilla Crociani, figlia di Camillo Crociani e di Edoarda Vesselowsky (* Roma 5.IV.1971), Dama di Gran Croce dell’Ordine Costantiniano di San Giorgio e Dama di Gran Croce d’Onore e Devozione del Sovrano Militare Ordine di Malta.

- Principessa Maria Carolina Chantal Edoarda Beatrice Januaria (* Roma 23.VI.2003), Duchessa di Calabria e Palermo.

- Principessa Maria Chiara Amalia Carola Louise Carmen (* Roma 1.I.2005), Duchessa di Noto e Capri.

- Principe Filippo Maria Alfonso Antonio Ferdinando Francesco di Paola Ludovico Enrico Alberto Taddeo Francesco Saverio Uberto (* Cannes 10.XII.1885, † St John, Canada 9.III.1949), Cavaliere dell’Ordine del Toson d’Oro (1916), Cavaliere della Legione d’Onore, Cavaliere dell’Ordine di San Gennaro, Balì Gran Croce di Giustizia dell’Ordine Costantiniano di San Giorgio e Balì dell’Ordine di Carlos III. a) = Neuilly-sur-Seine 12.I.1916 S.A.R. Maria Luisa Principessa d’Orléans, figlia del Principe Emanuele, Duca di Vendôme, e di Enrichetta di Sassonia-Coburgo-Gotha Principessa del Belgio (* Neuilly-sur-Seine 31.XII.1896, † New York 8.III.1968), divorzia a Grasse il 3.XI.1925 e nozze annullate a Roma il 31.V.1926; b) = (morg.) Parigi 10.I.1927 Odette Labori, figlia di Fernand-Gaston Labori e di Marguerite Okey (* Parigi 22.XI.1902, † Le Kremlin-Bicetre 10.VI.1968), già divorziata da Dino Cerreti.

- [ex 1°] Principe Gaetano Maria Alfonso Enrico Paolo (* Cannes 16.IV.1917, † Harare 27.XII.1984), rinuncia alla successione il 16.IV.1939. = (morg.) Londra-Paddington 16.IV.1947 Olivia Yarrow (* Dumfries 16.VII.1917, † Harare 24.V.1987).

- Principe (titolo personale concesso da Principe Ferdinando il 29.IX.1994) Adrian Philip (* Warrington 7.IV.1946) = Salisbury, Rhodesia 20.III.1976 Linda Rose Idesohn (* Salisbury, Rhodesia 3.II.1950).

- Philip Charles (* Harare 5.V.1977) = 17.XII.2012 Kerry Kate Henderson

- Michelle Laura (* Harare 12.II.1979) = Groot Constantia, Sud Africa VI.2009 James Moss Gibbons

- Principe (titolo personale concesso da Principe Ferdinando il 29.IX.1994) Gregory (* Warrington 2.I.1950) a) = Rusape, Rhodesia 15.V.1971 Maureen Marjorie Powell (* Bulawayo, Rhodesia 13.IV.1951), divorzia; b) = (civ.) Brisbane 31.VIII.1986 Carrie Ann Thornley (* Cessnock, Nuovo Galles del Sud 2.II.1945).

- [ex 1°] Christian Peter (* Vancouver 11.IV.1974) = Marondera 26.IV.1997 Brigette Dick

- Browen

- Alexander

- [ex 1°] Raymond (* Harare 8.XI.1978) = Ashley Dunning-MacManmon

- Andrew

- Daniella

- Principe Francesco d'Assisi Maria Ferdinando Eudes (* Cannes 13.I.1888, † in servizio attivo, sugli Avanats presso Montreuil 26.III.1914), Balì Gran Croce di Giustizia dell’Ordine Costantiniano di San Giorgio, Cavaliere dell’Ordine del Toson d’Oro, Cavaliere dell’Ordine di San Gennaro.
- Principe Gabriele Maria Giuseppe Carlo Ignazio Antonio Alfonso Pietro Giovanni Gerardo di Majello et Omni Sancti (* Cannes 11.I.1897, † Itu, presso São Paulo 22.X.1975), Balì Gran Croce di Giustizia dell’Ordine Costantiniano di San Giorgio, Cavaliere dell’Ordine del Toson d’Oro (1920), Cavaliere d’Onore e Devozione del Sovrano Militare Ordine di Malta, Gran Croce dell’Ordine di Carlos III e Cavaliere dell’Ordine di San Gennaro. a) = Parigi 25.VIII.1925 Principessa Margherita Czartoryska, figlia del Principe Adamo, Duca di Kłewan e Zuchow, e della Contessa Maria Ludovica Krasińska (* Varsavia 17.VIII.1902, † Cannes 8.III.1929), Dama Gran Croce di Giustizia dell’Ordine Costantiniano di San Giorgio e Dama dell’Ordine della Croce Stellata; b) = Cracovia 15.IX.1932 Principessa Cecilia Lubomirska, figlia del Principe Casimiro Lubomirski e di Teresa Contessa Granow-Wodzicka (* Poreba Wielka 28.VI.1907, † São Paulo 20.IX.2001), Dama Gran Croce di Giustizia dell’Ordine Costantiniano di San Giorgio.

- [ex 1°] Principe Antoine Marie Joseph Alphonse Adam et omnes sancti (* Cannes 20.I.1929, † Pully 11.XI.2019), Cavaliere dell’Ordine della Corona di Württemberg, Cavaliere dell’Ordine di San Gennaro, Cavaliere d’Onore e Devozione del Sovrano Militare Ordine di Malta e Balì Gran Croce di Giustizia dell’Ordine Costantiniano di San Giorgio = castello di Altshausen 17/18.VII.1958 S.A.R. Elisabeth Herzogin von Württemberg, figlia di Philipp Albrecht Herzog von Württemberg e di Rosa d’Asburgo-Lorena Principessa di Toscana e Arciduchessa d’Austria (* Stoccarda 2.II.1933), Dama Gran Croce di Giustizia dell’Ordine Costantiniano di San Giorgio.

- Principe Franz Philipp Maria Josef Gabriel (* Ravensburg 20.VI.1960), Balì Gran Croce dell’Ordine Costantiniano di San Giorgio e Cavaliere dell’Ordine di San Gennaro. = Ginevra 17.VI.2000 S.A.Ill. Alexandra Gräfin von Schönborn-Wiesentheid, figlia di S.A.Ill. Franz Clemens Graf von Schönborn-Wiesentheid e di Tatiana Fürstin Gorchakov (* Zurigo 2.VI.1967), già divorziata da dom Pedro de Mello de Vasconcellos e Souza.

- Principe Antoine Gaetano Nicolas Istvan Marie (* Ginevra 6.VI.2003).

- Principessa Dorothée Maria Amalia Tatiana Hélène (* Zurigo 10.V.2005).

- Principessa Maria Carolina Johanna Rosa Cecilia (* castello di Friedrichshafen 18.VII.1962), Dama Gran Croce di Giustizia dell’Ordine Costantiniano di San Giorgio. = (morg.) (civ.) Tubinga 6.V.1988/ (rel.) 26.VIII.1989 Andreas Baumbach (* Tubinga 30.IV.1963).

- Principe Gennaro Maria Pio Casimir (* Ravensburg 27.I.1966), Balì Gran Croce di Giustizia dell’Ordine Costantiniano di San Giorgio e Cavaliere dell’Ordine di San Gennaro.

- Principessa Maria Annunziata Urraca Margarita Elisabeth (* castello di Friedrichshafen 18.II.1973), Dama Gran Croce di Giustizia dell’Ordine Costantiniano di San Giorgio. = Helsinki 2.VIII.2002 Graf Carl Fredrik Creutz (* 1.XI.1971).

- [ex 2°] Principe Giovanni Maria Casimiro (* Varsavia 30.VI.1933, † Madrid 24.XII.2000, sepolto a Napoli in Sant'Anna dei Lombardi), Balì Gran Croce di Giustizia dell’Ordine Costantiniano di San Giorgio, Cavaliere d’Onore e Devozione del Sovrano Militare Ordine di Malta e Cavaliere dell’Ordine di San Gennaro.

- [ex 2°] Principessa Maria Margherita Therese Antoinette Alfonsina Casimira (* Varsavia 16.XI.1934, † Madrid 15.I.2014, sepolta a Napoli in Sant'Anna dei Lombardi), Dama Gran Croce di Giustizia dell’Ordine Costantiniano di San Giorgio. = (morg.) Jerez de la Frontera 11.VI.1962 don Luis Gonzaga Maldonaldo y Gordon (* Madrid 17.X.1932), separati.

- [ex 2°] Principessa Maria Immacolata (* Varsavia 25.VI.1937, † Palma di Maiorca 14.V.2020), Dama Gran Croce di Giustizia dell’Ordine Costantiniano di San Giorgio. = (morg.) Ibiza 29.VI.1970 don Manuel García de Saéz y Tellecea (* Pamplona 6.IX.1921, † Madrid 12.III.1982), divorzia a Madrid il 25.X.1979.

- [ex 2°] Principe Casimiro Maria Alfons Gabriel (* Varsavia 8.XI.1938), Vice Presidente della Real Deputazione e Balì Gran Croce di Giustizia dell’Ordine Costantiniano di San Giorgio, Cavaliere dell’Ordine di San Gennaro. = Jacarezinho 29.I.1967 S.A.R. Maria Cristina di Savoia Aosta Principessa di Savoia Aosta, figlia di Amedeo, Duca d’Aosta, e di Anna Principessa d’Orléans (* castello di Miramare 12.IX.1933) (v.)

- Principe Luigi Alfonso (* Rio de Janeiro 28.XI.1970), Balì Gran Croce di Giustizia dell’Ordine Costantiniano di San Giorgio e Cavaliere dell’Ordine di San Gennaro. a) = São Paulo 22.X.1998 Christina Apovian (* São Paulo 20.V.1969), divorzia; b) = Maria da Gloria Ganem Rubiao

- [ex 1°] Principessa Anna Sofia (* São Paulo 9.IV.1999).

- [ex 2°] Principessa Maria Isabella (* 2012).

- [ex 2°] Principessa Luisa Fernanda (* Rio de Janeiro 10.XII.2014).

- [ex 2°] Principe Paolo Alfonso (* Rio de Janeiro 10.XII.2014).

- Principessa Anna Cecilia (* São Paulo 24.XII.1971), Dama di Gran Croce di Giustizia dell’Ordine Costantiniano di San Giorgio. = Verchers-sur-Layon 18.VIII.2005/Torino 19.IX.2005 Conte Rodolphe de Causans (* Chesnay 22.I.1973).

- Principessa Elena Sofia (* São Paulo 9.IX.1973), Dama di Gran Croce di Giustizia dell’Ordine Costantiniano di San Giorgio; suora.

- Principe Alexander Henrique (* São Paulo 9.VIII.1974), Balì Gran Croce di Giustizia dell’Ordine Costantiniano di San Giorgio e Cavaliere dell’Ordine di San Gennaro; membro della Congregazione dei Legionari di Cristo, poi sacerdote (ordinato il 22.XII.2007).

## Genealogia parziale
Ferdinando I delle Due Sicilie (1751 - 1825) - sposò nel 1768 Maria Carolina d'Asburgo-Lorena (1752 - 1814; sposò in seconde nozze nel 1814 Lucia Migliaccio (1770 - 1826):
1. Maria Teresa (1772 - 1807) - sposò nel 1790 Francesco II d'Asburgo-Lorena (1768 - 1835): con discendenza;
2. Luisa Maria (1773 - 1802) - sposò nel 1790 Ferdinando III di Toscana (1769 - 1824): con discendenza;
3. Carlo Tito (1775 - 1778)
4. Maria Anna (1775 - 1780)
5. Francesco I delle Due Sicilie (1777 - 1830) - sposò nel 1797 Maria Clementina d'Asburgo-Lorena (1777-1801); sposò in seconde nozze nel 1802 Maria Isabella di Borbone-Spagna (1789 - 1848):
  1. (I) Carolina (1798 - 1870) - sposò nel 1816 Carlo Ferdinando di Borbone-Francia (1778 - 1820); sposò in seconde nozze Ettore Lucchesi Palli (1806 - 1864): con discendenza;
  2. Ferdinando (1800 - 1801)
  3. (II) Luisa Carlotta (1804 - 1844) - sposò nel 1819 Francesco di Paola di Borbone-Spagna (1794 - 1865): con discendenza;
  4. Maria Cristina (1806 - 1878) - sposò nel 1829 Ferdinando VII di Spagna (1784 - 1833); sposò in seconde nozze nel 1833 Agustín Fernández Muñoz (1808 - 1873): con discendenza;
  5. Ferdinando II delle Due Sicilie (1810 - 1859) - sposò nel 1832 Maria Cristina di Savoia (1812 - 1836) - sposò nel 1837 Maria Teresa d'Asburgo-Teschen (1816-1867):
    1. (I) Francesco II delle Due Sicilie (1836 - 1894) - sposò nel 1859 Maria Sofia di Baviera (1841 - 1925):
      1. Maria Cristina (1869 - 1870)

    2. (II) Luigi, conte di Trani (1838 - 1886) - sposò nel 1861 Matilde di Baviera (1843 - 1925):
      1. Maria Teresa (1867 - 1909) - sposò nel 1889 Guglielmo di Hohenzollern-Sigmaringen (1864 - 1927): con discendenza;

    3. Alfonso, conte di Caserta (1841 - 1934) - sposò nel 1868 Maria Antonietta di Borbone-Due Sicilie (1851 - 1938):
      1. Ferdinando Pio, duca di Calabria (1869 - 1960) - sposò nel 1897 Maria Ludovica Teresa di Baviera (1872 - 1954):
        1. Maria Antonietta (1898 - 1957)
        2. Maria Cristina (1899 - 1985) - sposò nel 1948 Manuel Sotomayor y Luna (1884 - 1949): senza discendenza
        3. Rogelio, duca di Noto (1901 - 1914)
        4. Barbara (1902 - 1927) - sposò nel 1922 Franz von Stolberg-Wernigerode: con discendenza;
        5. Lucia (1908 - 2001) - sposò nel 1938 Eugenio di Savoia-Genova: con discendenza;
        6. Urraca (1913 - 1999)

      2. Carlo Tancredi, duca di Noto (1870 - 1949) - sposò nel 1901 Maria de las Mercedes di Borbone-Spagna (1880 - 1904); sposò in seconde nozze nel 1907 Luisa d'Orléans (1882 - 1958):
        1. (I) Alfonso Maria, duca di Calabria (1901 - 1964) - sposò nel 1936 Alice di Borbone-Parma (1917-2017):
          1. Teresa, duchessa di Salerno (1937 - viv.) - ha sposato nel 1961 Íñigo Moreno de Arteaga (1934 - viv.), marchese de Laula e de Laserna: con discendenza;
          2. Carlo Maria, duca di Calabria (1938 - 2015) - ha sposato nel 1965 Anna d'Orléans (1938 - viv.):
            1. Cristina (1966 - viv.) - ha sposato Pedro-Lopez y Quesada: con discendenza;
            2. Maria Paloma (1966 - viv.) - ha sposato nel 1996 Simone d'Asburgo-Lorena (1958 - viv.): con discendenza;
            3. Pietro (1968 - viv.), duca di Calabria - ha sposato nel 2001 Sofía Landaluce y Melgarejo (1973 - viv.):
              1. Jaime, duca di Noto (1992 - viv.) - ha sposato nel 2021 lady Charlotte Diana Lindesay-Bethune:
                1. Francesca Sofia (2023 - viv.)

              2. Juan (2003 - viv.)
              3. Pablo (2004 - viv.)
              4. Pedro Maria (2007 - viv.)
              5. Sofia (2008 - viv.)
              6. Blanca (2011 - viv.)
              7. Maria (2015 - viv.)

            4. Inés (1970 - viv.) - ha sposato Michele Carelli Palombi dei Marchesi di Raiano: con discendenza;
            5. Victoria  (1976 - viv.) - ha sposato Márko Nomikos: con discendenza;

          3. Ines, duchessa di Siracusa (1940 - viv.) - sposò nel 1977 Luis de Morales y Aguado: con discendenza;

        2. Fernando (1903 - 1904)
        3. Isabella Alfonsa (1904 - 1985) - sposò nel 1929 Jan Kanty Zamoyski: con discendenza;
        4. (II) Carlo, infante di Spagna (1908 - 1936)
        5. Maria de los Dolores (1909 - 1996) - sposò nel 1937 Augustyn Józef Czartoryski (1907 - 1946; sposò in seconde nozze nel 1950 Carlos Chias Osorio Sciti Ossorio: con discendenza;
        6. Maria Mercedes (1910 - 2000) - sposò nel 1935 Giovanni di Borbone-Spagna (1913 - 1993): con discendenza;
        7. Maria de la Esperanza (1914 - 2005) - sposò nel 1944 Pedro Gastón de Orleans-Braganza (1913 - 2007): con discendenza;

      3. Francesco (1873 - 1876)
      4. Maria Immacolata (1874-1947) - sposò nel 1906 Giovanni Giorgio di Sassonia (1869 - 1938): senza discendenza;
      5. Maria Cristina (1877 - 1947) - sposò nel 1900 Pietro Ferdinando d'Asburgo-Lorena (1874 - 1948): con discendenza;
      6. Maria Grazia (1878 - 1973) - sposò nel 1908 Luigi Maria Filippo d'Orléans-Braganza (1878 - 1920): con discendenza;
      7. Gennaro (1882 - 1944) - sposò nel 1923 Beatrice Bordessa, contessa di Villa Colli (1881 - 1963): senza discendenza;
      8. Ranieri, duca di Castro (1883 - 1973) - sposò nel 1923 Maria Carolina Zamoyska (1896 - 1968):
        1. Maria del Carmen (1924 - 2018)
        2. Ferdinando, duca di Castro (1926 - 2008) - sposò nel 1949 Chantal de Chevron-Villette (1925 - 2005):
          1. Beatrice (1950 - viv.) - ha sposato nel 1978, annullato nel 1989, Carlo Napoleone Bonaparte: con discendenza;
          2. Anna (1957 - viv.) - ha sposato nel 1977 Jacques Cochin: con discendenza;
          3. Carlo, duca di Castro (1963 - viv.) - ha sposato nel 1998 Camilla Crociani:
            1. Maria Carolina, duchessa di Palermo (2003 - viv.)
            2. Maria Chiara, duchessa di Capri (2005 - viv.)

      9. Filippo (1885 - 1949) - sposò nel 1916 Maria Luisa di Borbone-Orléans (1896-1973), divorziando nel 1925; sposò nel 1927 Odette Labori:
        1. (I) Gaetano (1917 - 1984) - sposò nel 1946 Olivia Yarrow (1917 - 1987):
          1. Adrian Philip (1948 - viv.) - ha sposato nel 1976 Linda Idensohn (1950 - viv.):
            1. Philippe Charles (1977 - viv.)
            2. Michelle Laure (1979 - viv.)

          2. Gregory Peter (1950 - viv.) - ha sposato nel 1971 Maureen Powell (1951 - viv.), divorziando; ha sposato nel 1986 Carrie Thornley (1945 - viv.):
            1. (I) Christian (1974 - viv.)
            2. Raymond (1978 - viv.)

      10. Francesco d'Assisi (1888 - 1914)
      11. Gabriele Maria (1897 - 1975) - sposò Malgorzata Izabella Czartoryska (1902 - 1929); sposò in seconde nozze Cecylia Lubomirska (1907 - 2001):
        1. (I) Antoine Marie (1929 - 2019) - ha sposato nel 1958 Elisabeth di Wurttemberg (1933 - 2022):
          1. Francesco Filippo (1960 - viv.) - ha sposato nel 2000 Alexandra von Schonborn-Wiesentheid (1967 - viv.):
            1. Antonio (2003 - viv.)
            2. Dorotea (2005 - viv.)

          2. Marie Caroline (1962 - viv.) - ha sposato nel 1988 Andreas Baumbach (1963 - viv.): con discendenza;
          3. Javier (1966 - viv.)
          4. Marie Annunziata (1973 - viv.) - ha sposato nel 2003 Carl Creutz (1971 - viv.): con discendenza;

        2. (II) Joan (1933 - 2000)
        3. Maria Margarita (1934 - 2014): con discendenza;
        4. Maria Immacolata (1937 - 2020): con discendenza;
        5. Gabriel (1938) - ha sposato nel 1968 Maria Cristina di Savoia-Aosta (1933 - 2023): con discendenza;

      12. Maria Giuseppina (1900 - 1988)

    4. Alberto, conte di Castrogiovanni (1839 - 1844)
    5. Maria Annunziata (1843 - 1871) - sposò nel 1862 Carlo Ludovico d'Asburgo-Lorena (1833 - 1896): con discendenza;
    6. Maria Immacolata (1844 - 1899) - sposò nel 1861 Carlo Salvatore d'Asburgo-Lorena (1839 - 1892): con discendenza;
    7. Gaetano, conte di Girgenti (1846 - 1871) - sposò nel 1868 Isabella di Borbone-Spagna (1851 - 1931): senza discendenza;
    8. Giuseppe, conte di Lucera (1848 - 1851)
    9. Maria Pia di Borbone-Due Sicilie (1849 - 1882) - sposò nel 1869 Roberto I di Parma (1848 - 1907): con discendenza;
    10. Vincenzo, conte di Melazzo (1851 - 1854)
    11. Pasquale, conte di Bari (1852 - 1904) - sposò nel 1878 Blanche Marconnay: senza discendenza;
    12. Maria Luisa (1855 - 1874) - sposò nel 1873 Enrico Carlo di Borbone-Parma (1851 - 1905)
    13. Gennaro, conte di Caltagirone (1857 - 1867)

  6. Carlo Ferdinando (1811 - 1862), principe di Capua - sposò nel 1836 Penelope Smyth (1815 - 1882):
    1. Francesco Ferdinando (1837 - 1862
    2. Vittoria Augusta (1838 - 1895)

  7. Leopoldo (1813 - 1860), conte di Siracusa - sposò nel 1837 Maria Vittoria di Savoia-Carignano (1814 - 1874):
    1. Isabella (1837 - 1838)

  8. Maria Antonietta (1814 - 1898) - sposò nel 1833 Leopoldo II di Toscana (1797 - 1870): con discendenza;
  9. Antonio Pasquale, conte di Lecce (1816 - 1843)
  10. Maria Amalia (1818-1857) - sposò nel 1832 Sebastiano di Borbone-Spagna (1811 - 1872): con discendenza;
  11. Maria Carolina (1820 - 1861) - sposò nel 1850 Carlo Luigi di Borbone-Spagna (1818 - 1861)
  12. Teresa Cristina (1822 - 1889) - sposò nel 1843 Pietro II del Brasile (1825 - 1891): con discendenza;
  13. Luigi, conte di Aquila (1824 - 1897) - sposò nel 1844 Gennara di Braganza (1822 - 1901):
    1. Luigi Maria, conte di Aquila (1845 - 1909) - sposò nel 1869 Maria Amelia Bellow-Hamel y Penot (1847 - 1914):
      1. Maria Januaria (1870 - 1941) - sposò William Lewis Freeman (1845 - 1907): con discendenza;
      2. Luigi, conte di Roccaguglielma (1873 - 1940) - sposò Enrica Weiss de Valbranca (1880 - 1947); divorziando; sposò in seconde nozze Adeline Landegen (1875 - 1959):
        1. (I) Luigi, conte di // (1898 - 1967) - sposò Marie Louise de Clermont-Tonnerre (1894 - 1941):
          1. Marie Christine (1933 - 2021) - sposò Michel Denizot (1923 - 2011): con discendenza;

        2. Gennara (1903 - 1982) - sposò Alfonso Bongiorno (1908 - 1980): con discendenza;
        3. Carlo, conte di Roccaguglielma (1908 -1968) - sposò Fanny Greco di Chiaromonte (1905 - 1977): con discendenza;

    2. Maria Isabella (1846 - 1859)
    3. Filippo (1847 - 1922) - sposò Flora Boonen: senza discendenza;
    4. Maria Emanuele (1851)

  14. Francesco, conte di Trapani (1827 - 1892) - sposò nel 1850 Maria Isabella d'Asburgo-Lorena (1834 - 1901):
    1. Maria Antonietta (1851 - 1918), sposò nel 1868 Alfonso di Borbone-Due Sicilie (1841 - 1934): con discendenza;
    2. Leopoldo Maria (1853 - 1870)
    3. Maria Teresa (1855 - 1856)
    4. Maria Carolina (1856 - 1941) - sposò nel 1885 Andrzej Zamoyski: con discendenza;
    5. Ferdinando Maria (1857 - 1859)
    6. Maria Annunziata (1858 - 1873)
6. Maria Cristina (1779 - 1849) - sposò nel 1807 Carlo Felice di Savoia (1765 - 1831): senza discendenza;
7. Maria Amelia (1779 - 1783)
8. Gennaro Carlo (1780 - 1789)
9. Giuseppe Carlo (1781 - 1783)
10. Maria Amalia (1782 - 1866) - sposò nel 1809 Luigi Filippo di Francia (1773 - 1850): con discendenza;
11. Maria Carolina (1783)
12. Maria Antonia (1784 - 1806) - sposò nel 1802 Ferdinando VII di Spagna (1784 - 1833): senza discendenza;
13. Maria Clotilde (1786 - 1792)
14. Maria Enrichetta (1787 - 1792)
15. Carlo Gennaro (1788 - 1789)
16. Leopoldo (1790 - 1851), principe di Salerno - sposò nel 1816 Maria Clementina d'Asburgo-Lorena (1798-1881):
  1. Maria Carolina (1822 - 1869) - sposò nel 1844 Enrico d'Orléans (1822) (1822 - 1897): con discendenza;
  2. Luigi Carlo (1824)
17. Alberto (1792 - 1798)
18. Maria Isabella (1793 - 1801)